# Bosdecreet
Het Bosdecreet is een decreet dat werd uitgevaardigd op 13 juni 1990 door het Vlaams parlement en tot doel heeft het behoud, de bescherming, het beheer en het herstel van de bossen en van hun natuurlijk milieu en de aanleg van de bossen te regelen.
Het bosdecreet heeft sinds zijn ontstaan meerdere wijzigingen ondergaan, waarvan de laatste op 30 april 2009. Het is een kaderwet waaraan uitvoeringsbesluiten van de Vlaamse regering verbonden zijn.

## Voorgeschiedenis en achtergronden
Vóór de inwerkingtreding van het bosdecreet was voor gans België het Boswetboek van 1854 van kracht. Dit was aanvankelijk, in zijn tijd, een vooruitstrevend instrument geweest, doch was wegens de volledig veranderde maatschappelijke context een anachronisme geworden, vooral in het dichtbevolkte Vlaanderen. Het toenmalige unitaire Bestuur van Waters en Bossen deed enkele onsuccesvolle pogingen tot aanpassing met louter technisch en administratief karakter.
Sinds de wet van 1 augustus 1974 op de voorlopige gewestvorming behoorde een eigen Vlaams bosbeleid tot de mogelijkheden. Aanvankelijk werd gedacht te kunnen volstaan met een gewijzigd nationaal Boswetboek. Nog in 1977 werd een ontwerp van nieuwe Boswet ingediend, een relatief weinig vernieuwend document buiten het feit dat de houtproductie niet langer als voornaamste of enige opdracht van het bosbeheer werd gezien.
Het eigenlijk beginpunt van een "Vlaams Boswetboek" kwam pas in 1979 toen minister Galle een werkgroep opdracht gaf een eigen Vlaamse boswetgeving voor te bereiden.
Op grond van de Bijzondere wet tot hervorming der instellingen van 8 augustus 1980, werd een Vlaamse Raad met decretale bevoegdheid opgericht. Hierdoor was het vooruitzicht op een eigen boswetgeving in een stroomversnelling gekomen. In 1980 kwam ook de Vlaamse Hoge Bosraad, een adviserend organisme, tot stand. Toch duurden de voorbereiding, gedachtewisseling, overleg en politieke beslissingname nog een decennium. Als belangrijkste werkstukken in de loop van de jaren, zijn te aanzien : het voorstel Galle ; het voorontwerp Akkermans uit 1984; het ontwerp Kelchtermans; het uiteindelijk in het Staatsblad verschenen bosdecreet.

## Inhoud

### Toepassingsgebied
Het bosdecreet is van toepassing op alle bossen in het Vlaamse Gewest, doch is niet de enige op de bossen toepasselijke regelgeving. Het bosdecreet definieert het bos juridisch als zijnde een grondoppervlakte waarvan de bomen en de houtachtige struikvegetaties het belangrijkste bestanddeel uitmaken, waartoe een eigen fauna en flora behoren en die één of meer functies vervullen. Behalve aan het bos geeft het bosdecreet ook een juridische definitie aan een aantal andere begrippen die met het bos en het bosbeheer verband houden. Zo is een openbaar bos elk bos waarvan een publiekrechtelijk rechtspersoon eigenaar of mede-eigenaar is. Een domeinbos is een openbaar bos waarvan het volledig beheer werd toevertrouwd aan het Agentschap voor Natuur en Bos (ANB). Een privébos is elk bos waarvan uitsluitend natuurlijke personen of privaatrechtelijke rechtspersonen eigenaar zijn.
Het bosdecreet stelt dat het bos gelijktijdig verschillende functies kan vervullen, onder meer economische, sociale, educatieve, wetenschappelijke, ecologische organismebeschermende evenals milieubeschermende functies.
Onder bepaalde voorwaarden is het mogelijk sommige parken onder de bepalingen van het bosdecreet te laten vallen.

### Bevoegdheden
De toepassing van het decreet op alle bossen en het toezicht op het beheer behoren tot de opdrachten van het ANB. Personeelsleden van de administratieve overheden, inzonderheid deze van het ANB, kunnen specifieke taken met betrekking tot het beheer en/of toezicht op bossen uitvoeren.
De mogelijkheid is voorzien om voor bepaalde kleinere bossen bevoegdheden toe te kennen aan de gemeentelijke overheden, doch dit werd in de praktijk nog niet toegepast.
Het ANB vervult, inzake het bosdecreet, zowel een vergunning- als een adviesverlenende rol. De Vlaamse regering heeft daarnaast de Vlaamse Hoge Bosraad ingesteld die tot taak heeft advies te verlenen over de aangelegenheden in verband met bossen die hem door de Vlaamse Regering worden voorgelegd. Dit adviesorgaan kan ook op eigen initiatief voorstellen formuleren inzake bosaangelegenheden. Voor sommige maatregelen is de Vlaamse Regering verplicht voornoemd advies in te winnen. De werking van de Vlaamse Hoge Bosraad is geregeld door een Besluit van de Vlaamse Regering van 29 mei 1991.
Voor zekere aangelegenheden, vooral met betrekking tot bebossing en ontbossing, spelen ook andere Overheden een, soms beslissende, rol.

### Het beheer van de bossen
De Vlaamse Regering kan criteria voor duurzaam bosbeheer bepalen. Het bosdecreet regelt de oprichting en werking van de bosgroepen. Het ANB houdt een inventaris bij van alle bossen gelegen in het Vlaamse Gewest. De Vlaamse regering bepaalt de procedure tot erkenning van uitgangsmateriaal voor de productie van bosbouwkundig teeltmateriaal.
Bijzondere aandacht gaat naar de beheersplannen van de bossen. Het opstellen van een beheersplan is een verplichting voor alle openbare boseigendommen en tevens voor de privéboseigendommen die minstens 5 ha omvatten. Het ANB is belast met de procedure van goedkeuring van de bosbeheersplannen, en houdt ook toezicht op de goede uitvoering ervan. Eigenaars kunnen het beheer van hun bos overdragen aan een natuurvereniging om het te beheren als bosreservaat of als natuurreservaat overeenkomstig de bepalingen van het natuurdecreet. Voor bossen gelegen in natuurreservaten wordt één enkel beheersplan gemaakt, op basis van het natuurdecreet.

### De openbare bossen
Om de doelstellingen van het bosdecreet te verwezenlijken zijn de openbare bossen onderworpen aan bijkomende regels, zoals verplichte openstelling voor het publiek, doch ze kunnen ook genieten van bijkomende voordelen, zoals subsidies en bijstand in het beheer. Het ANB beheert de domeinbossen volledig en heeft een belangrijk aandeel in het beheer van de andere openbare bossen. Inzonderheid geeft het uitvoering aan, of houdt het toezicht op de kappingen, de openbare houtverkoop, de bosexploitatie.
Bij het beheer van openbare bossen dient steeds rekening te worden gehouden met de ecologische functie en dit moet tot uiting komen in het beheersplan ervan. Voor elk openbaar bos en bosreservaat dat geheel of gedeeltelijk gelegen is binnen een speciale beschermingszone moet men passende maatregelen voorzien en in het beheersplan beschrijven.

### De privébossen
De private bosbeheerder kan enkel kappingen en andere ingrijpende verrichtingen in het bos uitvoeren met een voorafgaande machtiging van het ANB of mits te beschikken over een goedgekeurd beheersplan waarin genoemde werken voorzien zijn.
Het privébos kan, onder bepaalde voorwaarden, genieten van subsidies voor bosaanleg, opstellen van beheersplan, openstelling voor het publiek. Bij decreet van 9 mei 2003 werd een artikel 13bis in het bosdecreet gevoegd, dat in zekere gevallen vrijstelling van successierechten voor bossen toekent. Onafhankelijk van het bosdecreet laat het Belgisch belastingsysteem toe een vermindering van het kadastraal inkomen te verkrijgen voor alle bosaanplantingen, zowel bebossing als herbebossing, jonger dan 20 jaar. Eveneens onafhankelijk van het bosdecreet wordt via de Wet ter bevordering van de oprichting van burgerlijke bosgroeperingsvennootschappen een impuls gegeven aan de bosbouw.

### De bosbescherming
Openbare onroerende goederen, die onder toepassing van het decreet vallen, kunnen niet vervreemd worden zonder machtiging van de Vlaamse Regering.
In alle bossen kunnen werkzaamheden, die wijzigingen van de fysische toestand tot gevolg hebben, slechts worden uitgevoerd na machtiging van het ANB. Ontbossing is verboden tenzij na het volgen van één of meerdere wettige procedures. In principe moet een ontboste oppervlakte gecompenseerd worden en is een stedenbouwkundige vergunning vereist. In twee gevallen laat het bosdecreet toe via een melding aan het ANB een wettige ontbossing te realiseren. Wie een bebost eigendom verwerft, neemt de erop rustende rechten en verplichtingen over.
Leegkap mag enkel mits machtiging of desbetreffend goedgekeurd beheersplan. Dit geldt eveneens voor ingrijpende wijzigingen en beschadigingen van de bodem-, de strooisel-, kruid- of boomlaag. Er gelden bijkomende verplichtingen voor bosreservaten en voor openbare bossen.
Een aantal bepalingen in het decreet hebben tot doel het brandgevaar in de bossen te verminderen. Zo is het in alle bossen en binnen een afstand van honderd meter tot de bossen verboden vuur te maken in de open lucht om welk motief dan ook, behoudens in uitvoering van een goedgekeurd beheersplan of behoudens een machtiging door het ANB, met uitzondering van wettelijk verplichte verbrandingen. Het bosdecreet legt het onderhoud van de brandwegen op, doch definieert deze laatste niet. Dit onderstreept het belang van het bosbeheerplan dat wél de brandwegen kan aanduiden voor een concreet geval, mét de erbij passende maatregelen.

### De handhaving
Bij decreet van 30 april 2009, van kracht sinds 25 juni 2009, zijn alle bepalingen aangaande handhaving en rechtspleging, overgeheveld naar het zogenaamd milieuhandhavingsdecreet. Dit laatste is een gebruikelijke afkorting voor Titel XVI van het decreet van 5 april 1995 houdende algemene bepalingen inzake milieubeleid.